# Delphacodes pellucida
Delphacodes pellucida är en insektsart som först beskrevs av Fabricius 1794.  Delphacodes pellucida ingår i släktet Delphacodes och familjen sporrstritar.

## Underarter
Arten delas in i följande underarter:
- D. p. fuscicollis
- D. p. obscura
- D. p. varicollis